# Натриев триполифосфат
Натриев трифосфат (STP), също натриев триполифосфат (STPP), или триполифосфат (ТРР)) е неорганично съединение с формула Na5P3O10. Използва се като хранителен стабилизатор – консервант, известен като Е451.
Съединението е натриева сол на полифосфат пента-анион, която е свързана база на трифосфорната киселина. Тя се произвежда в големи мащаби като компонент на много битови и промишлени продукти, особено детергенти. Екологичните проблеми, свързани с еутрофикацията, се приписват на неговата широка употреба.
Да не се бърка с тринатриев фосфат.
1. ↑  Sodium tripolyphosphate //  PubChem.   Посетен на 14 октомври 2016 г. (на английски)